# Волзі (Південна Дакота)
Волзі (англ. Wolsey) — місто (англ. town) в США, в окрузі Бідл штату Південна Дакота. Населення — 459 осіб (2020).

## Географія
Волзі розташоване за координатами 44°24′39″ пн. ш. 98°28′26″ зх. д. / 44.41083° пн. ш. 98.47389° зх. д. (44.410763, -98.473892).  За даними Бюро перепису населення США в 2010 році місто мало площу 5,96 км², з яких 5,87 км² — суходіл та 0,09 км² — водойми.

## Демографія
Згідно з переписом 2010 року, у місті мешкало 376 осіб у 165 домогосподарствах у складі 106 родин. Густота населення становила 63 особи/км².  Було 194 помешкання (33/км²).
Расовий склад населення:
| - 99,2 % — білих - 0,3 % — азіатів |

До двох чи більше рас належало 0,0 %. Частка іспаномовних становила 0,8 % від усіх жителів.
За віковим діапазоном населення розподілялося таким чином: 24,5 % — особи молодші 18 років, 58,5 % — особи у віці 18—64 років, 17,0 % — особи у віці 65 років та старші. Медіана віку мешканця становила 43,0 року. На 100 осіб жіночої статі у місті припадало 101,1 чоловіків;  на 100 жінок у віці від 18 років та старших — 102,9 чоловіків також старших 18 років.
Середній дохід на одне домашнє господарство  становив 67 404 долари США (медіана — 48 750), а середній дохід на одну сім'ю — 86 631 долар (медіана — 66 635). Медіана доходів становила 46 161 долар для чоловіків та 31 875 доларів для жінок. За межею бідності перебувало 7,8 % осіб, у тому числі 8,5 % дітей у віці до 18 років та 13,2 % осіб у віці 65 років та старших.
Цивільне працевлаштоване населення становило 278 осіб. Основні галузі зайнятості: освіта, охорона здоров'я та соціальна допомога — 19,1 %, роздрібна торгівля — 15,5 %, будівництво — 11,2 %, сільське господарство, лісництво, риболовля — 10,4 %.